# Sinopodisma wulingshanensis
Sinopodisma wulingshanensis är en insektsart som beskrevs av Bi, D., C. Huang och Jupeng Liu 1993. Sinopodisma wulingshanensis ingår i släktet Sinopodisma och familjen gräshoppor. Inga underarter finns listade i Catalogue of Life.